# Aspidoproctus bifurcatus
Aspidoproctus bifurcatus är en insektsart som beskrevs av Thorpe 1940. Aspidoproctus bifurcatus ingår i släktet Aspidoproctus och familjen pärlsköldlöss. Inga underarter finns listade i Catalogue of Life.